# Denton (Montana)
Denton é uma vila  localizada no estado americano de Montana, no Condado de Fergus.

## Demografia
Segundo o censo americano de 2000, a sua população era de 301 habitantes.
Em 2006, foi estimada uma população de 286, um decréscimo de 15 (-5.0%).

## Geografia
De acordo com o United States Census Bureau tem uma área de
2,0 km², dos quais 2,0 km² cobertos por terra e 0,0 km² cobertos por água.

## Localidades na vizinhança
O diagrama seguinte representa as localidades num raio de 44 km ao redor de Denton.